# Kanton Les Trois-Moutiers
Les Trois-Moutiers is een voormalig kanton van het departement Vienne in Frankrijk. Het kanton maakte deel uit van het arrondissement Châtellerault. Het werd opgeheven bij decreet van 26 februari 2014 met uitwerking op 22 maart 2015.

## Gemeenten
Het kanton Les Trois-Moutiers omvatte de volgende gemeenten:
- Berrie
- Bournand
- Curçay-sur-Dive
- Glénouze
- Morton
- Pouançay
- Ranton
- Raslay
- Roiffé
- Saint-Léger-de-Montbrillais
- Saix
- Ternay
- Les Trois-Moutiers (hoofdplaats)
- Vézières